# 구이룬메이
구이룬메이(중국어 정체자: 桂綸鎂, 간체자: 桂纶镁, 병음: Guì Lúnměi, 한자음: 계륜미, 1983년 12월 25일~)는 중화민국의 배우이다. 단장 대학 프랑스어과를 졸업했으며, 재학 중에 프랑스의 리옹 제3대학교에 교환 유학생으로서 1년간 재학하였다. 2002년 영화 《남색대문》(藍色大門)으로 데뷔했으며, 이후 《가장 먼 길(最遙遠的距離)》, 《말할 수 없는 비밀》(不能說的秘密), 《타이페이 카페 스토리》 등의 작품에 꾸준히 출연했다. 저우제룬과 함께 출연한 《말할 수 없는 비밀》의 대히트로 한국에서도 인지도가 높다. 2012년에는 《여친남친》(女朋友男朋友)으로 중화권 최고의 권위를 자랑하는 영화제인 금마장 영화제에서 여우주연상을 수상하였다.

## 학력
- 사립미각고등학교
- 단장 대학(淡江大學)- 프랑스어과
- 리옹 제3대학교 교환 유학생

## 출연 작품

### 영화
- 2002년 《남색대문 (藍色大門)》 - 몽크루/맹극유 역
- 2003년 《지하철 (地下鐵)》
- 2004년 《경과 (經過)》
- 2007년 《가장 먼 길 (最遙遠的距離)》 - 샤오윤 역
- 2007년 《말할 수 없는 비밀 (不能說的秘密)》 - 루 샤오위 역
- 2008년 《가족적관상 (闔家觀賞)》[옴니버스 영화 - 원제: 天黑‧夏午‧闔家觀賞 ]
- 2008년 《여인불괴 (女人不壞)》 - 티에링 역
- 2008년 《노면주차 (停車)》
- 2010년 《해양천국 (海洋天堂)》
- 2010년 《비스트 스토커2 - <증인> 두 번째 이야기》 - 아디 역
- 2010년 《타이페이 카페 스토리》 - 두얼 역
- 2011년 《용문비갑 (龍門飛甲)》 - 부족 공주 역
- 2011년 《전구열련 (全球熱戀)》
- 2011년 《어깨 위의 나비》
- 2012년 《여친남친 (女朋友。男朋友)》 - 린 메이바오 역
- 2013년 《성탄 장미（圣诞玫瑰）》
- 2014년 《백일염화（白日焰火）》- 우쯔쩐 역
- 2017년 《뷰티풀 엑시던트（美好的意外）》
- 2017년 《해피니스 로드（幸福路上）》 - 더빙
- 2019년 《와일드 구스 레이크（南方车站的聚会）》 - 유아이아이 역
- 2020년 《어 레그（腿）》

### 드라마
- 2006년 《위험심령 (危險心靈)》 - 아이리 역
- 2008년 《파려사대인 (波丽士大人)》 - 황퐝이 역

### 광고 및 홍보대사
- 2002년 《雀巢咖啡》 - 커피
- 2004년 《國民戲院　台灣VS東歐影展　代言人》 - 국민후원 대만VS동유럽 영화전 홍보대사
- 2005년 《統一左岸咖啡館》 - 커피
- 2006년 《台灣國際影視博覽會　代言人》 - 대만국제영화박람회 홍보대사
- 2006년 《真愛密碼》 - 쥬얼리
- 2007년 《Dior雪晶靈》 - Dior
- 2007년 《嬌爽抗菌護墊／茶樹精油系列》 - 월경대
- 2007년 《國家影像教育扎根計畫　代言人》 - 국제영상교육 홍보대사
- 2007년 《財團法人基金會反盜版大使》 - 재단법인기금회 대사
- 2007년 《真愛密碼》 - 쥬얼리
- 2007년 《中國信託　膠卷時光影展　代言人》 - 중국신탁 필름영전 홍보대사
- 2007년 《心路基金會　憨喜農場》 - 마음기금회
- 2007년 《國家地理頻道　故宮特輯　代言人》 - 국가지리빈도 고궁특전 홍보대사
- 2007년 《Lee牛仔褲　秋冬季》 - Lee 청바지 (가을,겨울)
- 2007년 《Sony　Walkman／放在心裡的最真　Feel My Heart》 - Sony Walkman
- 2007년 《7-11：CITY CAFE》 - 커피
- 2008년 《星辰》 - 성신 (게임)
- 2008년 《Sony Walkman／放在心裡的最真２　Feel My Heart》 - 소니 워크맨
- 2008년 《7-11：CITY CAFE》
- 2008년 《電影　瓦力（Wall E）中文代言》 - 영화 월E 중문홍보대사
- 2008년 《家扶基金會　國外貧童認養計劃　代言人》 - 가부기금회 국외빈곤어린이 홍보대사
- 2008년 《關懷巴掌仙子　Target Five五重保護計畫　代言人》 - 아이를 위한 5가지 보호의 내용. 홍보대사
- 2008년 《林鳳營高品質鮮乳》 - 우유
- 2008년 《Lee牛仔褲 春夏季》 - Lee 청바지 (봄,여름)
- 2008년 《Kose潤肌精》- 화장품
- 2008년 혼다 Acura TL 세단 (with 유덕화)
- 2009년 LG전자 아이스크림 핸드폰
- 2009년 질병관제국 정부법령 CF
- 2009년 질병관제국 결핵예방 홍보대사
- 2011년 엑스트라껌
- 2011년 세븐일레븐 - CITY CAFE
- 2012년 네이버 모바일메신저 라인
- 2012년 NIKON

### 뮤직비디오
- 2003년 蔡健雅 (채건아) 《無底洞 (끝없는 깊은 굴)》, 《陌生人 (낯선 사람)》
- 2004년 F.I.R 《我們的愛 (우리의 사랑)》
- 2006년 光良(광량) 《都是你 (모두 너야)》
- 2007년 周杰倫(저우제룬) 《不能說的秘密 (말할 수 없는 비밀)》